# 卡布拉站
卡布拉站（英語：Cabra）是一個位於愛爾蘭都柏林的都柏林轻轨站，在2017年通車，為綠線延伸工程至布魯姆橋的其中一個車站，服務地區為卡布拉和國家植物園。